# 중곡문화체육센터도서관
중곡문화체육센터도서관은 서울특별시 광진구 능동로 433에 소재한 구립도서관이다.

## 연혁
- 2008년 10월 1일 개관

## 시설현황
- 지하: 주차장
- 2층: 어린이자료실, 이야기소극장
- 3층: 종합자료실, 소강의실, 사무실

## 이용방법
이용시간
| 구분         | 평일                                          | 주말(토·일요일) |
| ------------ | --------------------------------------------- | --------------- |
| 종합자료실   | (동절기) 09:00 ~ 19:00 (하절기) 09:00 ~ 20:00 | 09:00 ~ 17:00   |
| 어린이자료실 | 09:00 ~ 18:00                                 | 09:00 ~ 17:00   |
| 종합안내     | (동절기) 09:00 ~ 20:00 (하절기) 09:00 ~ 19:00 | 09:00 ~ 17:00   |

- 평일 종합자료실은 개관연장사업으로 22시까지 연장 운영 (년 단위 갱신)
- 동절기는 19시, 하절기는 20시 이후에는 옥상정원 계단을 통해 종합자료실 이용가능

휴관일
- 정기휴관일: 매월 첫째, 셋째 월요일
- 국가공휴일: 국경일, 일요일을 제외한 국가지정공휴일, 임시공휴일
(단, 일요일과 국경일, 국가지정공휴일, 임시공휴일이 겹치는 경우 휴관)
- 임시휴관일: 도서관장이 정하는 장서 및 시설 점검 필요시

대출방법
- 대출: 1인 5권, 7일
- 연장: 최대 2회 연기 가능 (단 예약도서의 경우는 불가능)
- 대출불가자료: 참고도서, 행정자료, 팜플렛, 지도, 다큐멘터리DVD, 비디오테이프, CD-ROM, CD, 최신DVD(입수 3개월), 최신 연속간행물(입수2개월)
- 연체: 연체일수 만큼의 대출 정지 (연체권수 x 연체일 + 1)

## 참조
1. ↑  서울도서관 길잡이 도서관 정보
2. ↑  광진구립도서관 통합사이트 자료현황